# توم كورتيناي
توم كورتيناي (بالإنجليزية: Sir Tom Courtenay)‏ مواليد 25 فبراير 1937 في كينغستون أبون هل، إيست رايدينج أوف يوركشير، إنجلترا، المملكة المتحدة، هو ممثل إنجليزي بدأ مسيرته الفنية عام 1962. كما أنه من الفائزين بجائزة غولدن غلوب.

## الأعمال

### أفلام
- دكتور جيفاغو
- البوصلة الذهبية
- قطار المساء إلى لشبونة

## روابط خارجية
- توم كورتيناي على موقع IMDb (الإنجليزية)
- توم كورتيناي على موقع الموسوعة البريطانية (الإنجليزية)
- توم كورتيناي على موقع روتن توميتوز (الإنجليزية)
- توم كورتيناي على موقع مونزينجر (الألمانية)
- توم كورتيناي على موقع ألو سيني (الفرنسية)
- توم كورتيناي على موقع ميوزك برينز (الإنجليزية)
- توم كورتيناي على موقع تيرنر كلاسيك موفيز (الإنجليزية)
- توم كورتيناي على موقع أول موفي (الإنجليزية)
- توم كورتيناي على موقع قاعدة بيانات برودواي على الإنترنت (الإنجليزية)
- توم كورتيناي على موقع قاعدة بيانات الأفلام السويدية (السويدية)